# Свенцицкий, Юлиан Адольф
Юлиан Адольф Свенцицкий (11 февраля 1848 либо 1850 — 26 января 1932) — польский писатель, поэт, переводчик, историк литературы. Участник Польского восстания (1863—1864).

## Биография
После окончания гимназии, изучал историю и филологию в Варшавской Главной школе, а после её преобразования — в Императорском Варшавском университете до 1871 года. Работал секретарём дирекции Варшаво-Венской железной дороги. В 1888 году стал членом редакционной коллегии «Варшавской библейской библиотеки».
Похоронен в Варшаве на Аллее заслуженных кладбища Старые Повонзки.

## Творчество
Поэт-лирик. Множество его лирических стихотворений и поэм было помещено в разных периодических изданий. Отдельно издана комедия Ю. Свенцицкого в стихах «О własnéj sile» (1884).
Написал ряд исследований по истории арабской, испанской, английской и шведской литературы: «О poetach i poezyi arabskiéj przed Mahometem» (1878), «Przegląd literatury hiszpańskiej» («Biblioteka Warszawska», 1879), «Najznakomitsi komedyjopisarze hiszpańscy» (1881 и 1887 г.), «Alfred Tennyson» (1886), «Gustaw Geijer i Izajasz Tegner» и др.
В 1901 году начал издавать масштабный труд «История литературы в монографиях, с иллюстрациями», («Historja literatury powszechnej w monografijach z ilustracyami») в «Bibliotece Dzieł Wyborowych»; до января 1903 года вышло 7 томов, охватывающих вавилонско-ассирийскую и египетскую, китайскую и японскую, арабскую, индийскую, персидскую (2 ч.) и еврейскую (2 т., 4 ч.) литературу.
Занимался переводами с испанского, португальского и французского языков, издал драматические произведения Лопе де Вега — «Komedji wybranych Lope de Vegi» (Варшава, 1881).

## Награды
- Орден Почётного легиона
- Крест Храбрых

## Память
- Имя Ю. Свенцицкого носит ныне улица в варшавском районе Жолибож.